# Hilarographa cirrhocosma
Hilarographa cirrhocosma es una especie de polilla de la familia Tortricidae.
Fue descrita científicamente por Meyrick en 1930.